# 北京中山会馆
39°52′58″N 116°22′31″E / 39.8827923°N 116.3753992°E
北京中山会馆，位于北京市西城区珠朝街5号，是广东省中山县人士在北京的会馆。

## 历史
中山会馆原来是清朝康熙年间进士刘云汉购置的义地，义地北部有祠堂，供悼念及停灵柩用。清朝嘉庆年间，义地迁到左安门内龙潭湖地区，香山会馆始在此建成。光绪五年（1879年），广东省香山县同乡扩建香山会馆，购到附近部分房屋及空地。光绪二十一年（1895年），在朝鲜任职的香山籍官员唐绍仪回到北京后寓居这里，并且筹集资金扩建香山会馆。三年后，扩建工程完工，建成了带有戏台、花园、回廊、假山等建筑的大型会馆。
1912年夏，孙中山第二次到北京，应同乡会之邀，到粤东会馆出席了欢迎会，并在中山会馆花厅吃午饭。住在中山会馆的老住户回忆称：听说孙中山要来中山会馆，中山会馆提前油饰了门廊，花厅内前面摆放硬木家具，后面摆放黄色沙发，花厅四周的回廊及花厅内摆满鲜花。孙中山来中山会馆时身穿西服，孙中山夫人卢慕贞外穿黑长裙，内穿白衬裙，梳日本发式。秘书宋蔼龄同来。
1925年3月孙中山病逝后，经唐绍仪提议，香山县更名为中山县，香山会馆遂改称中山会馆。1933年，时任中山县县长的唐绍仪再度从乡里筹集资金，修缮北京中山会馆。
孙中山逝世后，中山会馆花厅曾被布置为展室，陈列《总理遗嘱》等纪念物。中华民国时期，“广东青年会”以中山会馆为会址，后来成立的“中山少年学会”也在中山会馆活动。
第二次国共内战时期，中共晋察冀中央局城工部、中共中央华北局城工部遵照中共中央提出的“隐蔽精干、长期埋伏、积蓄力量、以待时机”方针，按照行业组成北平各个工作委员会。中山会馆是城工部下属的地下组织的秘密活动点，刘仁等人曾在此开展地下活动。
中华人民共和国成立后，中山会馆被移交给政府，作为公房供居民居住，逐渐成为大杂院，最多时居住有近400户人家。1970年代末，中山会馆一度面临被拆除的命运。当时身在南洋的何威廉（中山人，其父何源盛是中山会馆末任会长）得知后，迅速赶到北京，经与有关部门沟通，保住了房子。此后，经何威廉等人呼吁，从2006年起，居民逐步迁出，建筑逐渐获得修复。到2014年，中山會館已騰退完畢，建設成為電力博物館的一部分。

## 建筑
中山会馆坐西朝东，占地面积约有5000多平方米，在北京的会馆中规模较大。中山会馆布局严谨，建筑精美，具有岭南建筑特色。
- 大门：金柱门楼，房脊两端翘起“蝎子尾”。檐柱间嵌有雀替。门墩的抱鼓石上有石狮。红漆大门。
- 门道：位于大门内，两侧带有边门。
- 木影壁：位于门道尽头，为四连折木影壁。
- 前廊：面阔三间，四檩卷棚歇山顶，彩绘前廊。
- 花厅：前廊西端连接着花厅翼角，花厅四周带回廊。花厅南北进深八檩，东西面阔三间，卷棚顶。花厅的北面、南面、西面加有回廊一步，西面做成歇山顶。花厅东面的回廊柱间镶有花罩，雕工精致，富有岭南特色。[1]

早年中山会馆还有魁星楼、亭榭、戏台、假山、水池、小石桥、什锦窗院墙等等。院内有桃树、藤萝、梅树、柳树、牡丹等植物，太湖石堆叠的假山上爬满“爬山虎”。